# Carlos Salas
Carlos Salas Viraseca (n. Barcelona; 1728 - f. Zaragoza; 30 de marzo de 1780) fue un escultor español que desarrolló su labor en Zaragoza, donde Ventura Rodríguez le comisionó como principal jefe de las obras de la Santa Capilla de Nuestra Señora del Pilar.

## Biografía
De gusto neoclásico, Salas Viraseca comenzó a trabajar en las obras de la basílica de Nuestra Señora del Pilar de Zaragoza hacia 1760. Esculpió gran parte de las esculturas —hechas con mármol de Carrara— que se encuentra en la Santa Capilla, alusivas a la vida de la Virgen.
También esculpió el relieve La asunción de la Virgen, que se pensó sería parte del altar mayor.
Fuera de sus trabajos en El Pilar realizó algunas obras en la catedral de Huesca y más tarde en el panteón real del monasterio de San Juan de la Peña, haciendo esculturas que cantaban las glorias de los monarcas aragoneses.